# Horace Gray

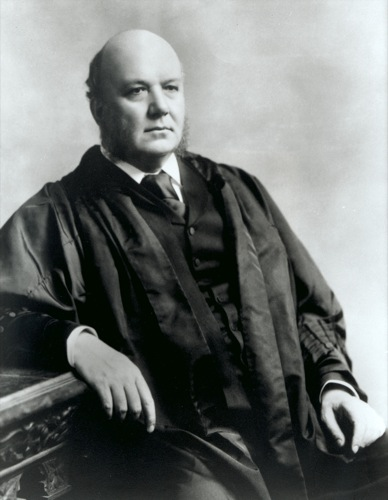
Horace Gray

Horace Gray (* 24. März 1828 in Boston, Massachusetts; † 15. September 1902 in Nahant, Massachusetts) war ein US-amerikanischer Jurist, der von 1882 bis 1902 Richter am Obersten Gerichtshof der Vereinigten Staaten (US Supreme Court) war.

## Leben
Der Sohn eines Industriellen begann nach dem Schulbesuch 1845 ein Studium an der Law School der Harvard University und erhielt nach Abschluss des Studiums 1851 die anwaltliche Zulassung in Massachusetts. Danach war er als Rechtsanwalt in der Anwaltskanzlei Sohier & Welch tätig, ehe er anschließend von 1854 bis 1861 als Berichterstatter am Obersten Gerichtshof von Massachusetts (Massachusetts Supreme Judicial Court) tätig war. 1864 erfolgte seine Berufung zum Richter an den Obersten Gerichtshof von Massachusetts, dessen Präsident (Chief Justice) er schließlich zwischen 5. September 1873 und 9. Januar 1882 war. 1866 wurde er in die American Academy of Arts and Sciences gewählt.
Am 9. Januar 1882 wurde er von US-Präsident Chester A. Arthur als Nachfolger von Nathan Clifford zum Beigeordneten Richter am Obersten Gerichtshof der Vereinigten Staaten ernannt und gehörte diesem bis zu seinem Tod durch einen Schlaganfall mehr als zwanzig Jahre an.
Am 4. Juni 1889 heiratete er die Tochter von Stanley Matthews, der ebenfalls Richter am US Supreme Court war. Während seiner Richtertätigkeit wirkte er 1896 an der Entscheidung im Verfahren Plessy v. Ferguson mit, nach der die Rassentrennung durch die Bundesstaaten erlaubt ist, solange die Einrichtungen für Schwarze und Weiße vergleichbar sind. Diese Entscheidung wurde erst knapp sechzig Jahre später durch die Entscheidung im Verfahren Brown v. Board of Education vom 17. Mai 1954 aufgehoben. Weitere bekannte Verfahren während seiner Zugehörigkeit zum US Supreme Court waren Mut. Life Ins. Co. of N.Y. v. Hillmon (1892), Pollock v. Farmers' Loan & Trust Co. (1895) sowie United States v. Wong Kim Ark (1898).
Horace Gray, der sich außerdem in der American Antiquarian Society sowie der Massachusetts Historical Society engagierte, wurde nach seinem Tod auf dem Mount Auburn Cemetery in Cambridge beigesetzt. Nachfolger als Beigeordneter Richter wurde Oliver Wendell Holmes, Jr.

## Veröffentlichungen
- A legal review of the case of Dred Scott, as decided by the Supreme Court of the United States, 1857
- The abolition of slavery in Massachusetts, 1874